# Chùa Am (Đức Thọ)
Chùa Am có tên chữ là Diên Quang Tự, nằm trên sườn núi Am. Núi này thuộc xã Phụng Công, tổng Đồng Công trước kia, nay thuộc xã Đức Hòa, huyện Đức Thọ, tỉnh Hà Tĩnh. Danh thắng này cách trung tâm thành phố Hà Tĩnh 54 km; cách thành phố Vinh 42 km; cách thị xã Hồng Lĩnh 20 km.
Phía Đông chùa giáp xã Đức Long, phía Tây giáp xã Ân Phú và Sơn Long, phía Nam giáp xã Đức Lạc, phía Bắc giáp xã Đức Long và Tùng Ảnh.
Bản mẫu:Truyền thuyết
Có lẽ, xưa kia trên núi này có một cái Am thiêng nên gọi là Am Sơn. Núi được phủ kín bởi một rừng thông, lại có rất nhiều cây cổ thụ rợp bóng mát, trải rộng ra phía sau đến chân đồi Phượng Thành.
Đứng trên đỉnh núi Am nhìn quanh một vòng tròn có thể thấy khắp núi sông, đường sá, xóm làng... của huyện Đức Thọ.
Chùa Am tọa lạc ở lưng chừng núi phía Nam, mặt quay về hướng Nam chếch Đông 15 độ, lưng tựa vào vách núi.
Bên trái có hai ngọn khe nước đổ vào hồ Đông (khe chùa) và hồ Tây (trước vịnh), có con hói Cốc chảy về  hói Bượm như rồng lượn, mặt là một thung lũng ruộng vườn, làng xóm trù phú của nhiều xã, có con sông Ngàn Sâu chảy qua và xa hơn là dãy Trường Sơn xanh ngắt, quanh năm mây phủ, nhân dân trong vùng gọi là dãy Giăng Màn.
I. Lịch sử hào hùng, bi tráng của Bạch Ngọc Hoàng hậu
Truyền thuyết rằng, chùa Am - Diên Quang Tự do bà Bạch Ngọc Hoàng hậu, tên thật là Trần Thị Ngọc Hào, vốn là Hoàng hậu của Vua Trần Duệ Tông mở đất dựng chùa từ năm 1428-1433 (niên hiệu Thuận Thiên) ở xã Phụng Công - tổng Đồng Công nay là xã Đức Hòa, huyện Đức Thọ, tỉnh Hà Tĩnh.
Lễ "Húy nhật Bạch Ngọc Hoàng Hậu" diễn ra ngày 22/6 âm lịch hàng năm tại chùa Am - xã Đức Hòa - huyện Đức Thọ - tỉnh Hà Tĩnh. Ảnh: internet
Nhân dân ngưỡng mộ bà Hoàng hậu có tâm đức, nhiều công trạng nên đã suy tôn là "Vương Mẫu, Thánh Mẫu, Đức Thánh Mẹ". Nhiều nơi do kiêng húy nên nhân dân đã tự nguyện gọi mẹ mình là "Mệ".
Tương truyền, Bà là con ông Trần Công Thiệu, làng Tri Bản, xã Thổ Hoàng, huyện Hương Khê. Nguồn gốc tổ tiên ở phủ Thiên Trường, tỉnh Nam Định - đất phát tích nhà Trần.
Bà Ngọc Hào có nhan sắc, thông minh, giao thiệp rộng, được Vua Trần Duệ Tông, niên hiệu Long Khánh (1373-1377) yêu mến đưa vào cung và sau được phong làm Bạch Ngọc Hoàng hậu.
Bà sinh được người con gái tên là Ngọc Hiên, tức là Công chúa Huy Chân.
Sau khi Vua Duệ Tông mất, còn 3 đời vua Trần nối tiếp nhau trong 28 năm.
Theo "Đại Việt sử ký toàn thư" và "Đại cương lịch sử Việt Nam" thì Vua Trần Đế Phế (con Vua Duệ Tông) 1377-1388 là vị vua bạc nhược, u mê nên quyền binh ngày càng về tay vị đại thần Hồ Quý Ly. Đến Vua Trần Thuận Tông (1388-1398) bị Hồ Quý Ly ép rời đô vào Tây Đô, rồi lại ép nhường ngôi cho con là Trần Ánh mới 3 tuổi. Trần Ánh tức Vua Trần Chiếu Đế (1398-1400), rồi bị Hồ Quý Ly thoán đoạt ngôi.
Lịch sử chép là Hồ Quý Ly cướp ngôi nhà Trần. Nhà Minh (Trung Quốc) vốn đã dự mưu và thực hiện hành động xâm lược nước ta, nhân cơ hội này lấy cớ "diệt Hồ, cứu Trần" đã đem quân xâm lược nước ta.
Nhà Trần suy vong, nhà Hồ cướp ngôi nhà Trần, giặc Minh sang xâm lược, Bạch Ngọc Hoàng hậu thức tỉnh không chịu khuất phục. Cuộc di chuyển khỏi Kinh thành về quê hương Bạch Ngọc là điều tất yếu và có sự chuẩn bị cẩn trọng. Tương truyền rằng: Bà và con gái Huy Chân cải trang làm người tu hành. Cùng tự nguyện đi theo có hai cung nữ tên là Phạm và Kỵ, có hai vị tướng là Nguyễn Thời Kính và Trần Quốc Trung, có hai người anh em của Bà là Trần Đạt và Trần Duy cùng nhiều quân sỹ và dân thường.
Cuộc di chuyển có 572 người, ròng rã 50 ngày đường. Do thiếu lương thực, ốm đau, thất tán nên về đến Trà Sơn chỉ còn 172 người.
Với địa thế của Trà Sơn, nơi có nhiều núi bao bọc, rừng cây rậm rạp thuận lợi cho việc xây dựng một làng ấp định cư lâu dài và cũng là nơi có "địa lợi" cho việc bố phòng (phòng trộm cướp, giặc giã).
Bà lấy rú Bua, sau gọi là núi Vua làm trung tâm, tổ chức lập ấp định cư vào đến trại Cốc. Vì dân thưa thớt, Bà cho thuộc hạ đi chiêu dân từ miền ngoài vào được trên 3 ngàn người, chia thôn, lập ấp, tổ chức khai hoang, phát triển sản xuất và chăn nuôi gia súc, tổ chức lực lượng bố phòng để chống trộm cướp và đề phòng giặc giã.
Chẳng bao lâu đã khai khẩn được hơn 4 ngàn mẫu ruộng. Bà lập nhiều kho lương thực để tích trữ phòng xa từ tổng Du Đồng đến trại Cốc, trong đó có kho cồn Nhà vua tại xóm Lạc Đình, xã Đức Lạc. Dần dần, Bà tổ chức lập các làng ấp mới, lập các chợ để trao đổi sản phẩm. Các khu dân cư lan rộng ra khắp các vùng thuộc huyện Đức Thọ, Hương Sơn, Hương Khê, Can Lộc ngày nay.
Bản mẫu:Truyền thuyết
Bản mẫu:Các sự kiện quan trọng
Trong quá trình lập thôn điếm, một sự kiện quan trọng còn lưu tích đến nay. Đó là bà Bạch Ngọc đã gả hai cung nữ tên là Phạm và Kỵ cho hai vị tướng là Trần Quốc Trung và Nguyễn Thời Kính, cho ở hai điếm Trung Phạm (nay thuộc xã Đức Lập) và điếm Kính Kỵ (nay ở xã Đức Long).
Còn về hai người em trai Trần Duy có dòng tộc và đền thờ ở xã Đức Châu, Trần Đạt có dòng tộc và đền thờ ở xã Thuận Bài, huyện Quảng Trạch, tỉnh Quảng Bình.
Sau đó mấy năm, một trang trại rộng lớn được mở mang trên từ Lâm Thao, Hòa Duyệt, Thượng Bồng (nay là huyện Vũ Quang) giữa đến Lạng Quang, Du Đồng, Đồng Công, và dọc dãy núi Trà Sơn của huyện Đức Thọ, đến Thường Nga, Lai Thạch của huyện Can Lộc và huyện Hương Sơn.
Từ tháng 6 năm 1407, quân Minh đánh tan nhà Hồ, đất nước ta bị giặc Minh đô hộ. Trước họa xâm lược, một viên phụ đạo ở Khả Lam, Lam Sơn, Thanh Hóa là Lê Lợi có tài văn võ đã triệu tập lực lượng huấn luyện quân sỹ chuẩn bị cho cuộc kháng chiến chống quân Minh. Đến năm 1418, nghĩa quân đã mở rộng hậu cứ vào Nghệ Tĩnh. Thuộc hạ của Lê Lợi do Bùi Bị dẫn đầu đã tìm ra vùng đất trù phú này và biết về thân thế của bà Bạch Ngọc Hoàng hậu.
Cho đến nay, Chùa Am vẫn còn giữ được kiểu kiến trúc xưa theo lối chữ "Công" với sườn bằng gỗ, tường xây, mái ngói lợp âm dương – kiểu kiến trúc đặc thù của vùng Thanh-Nghệ vào cuối thế kỷ XIX. Ảnh: ineternet
Lê Lợi đã mời Bà diện kiến với tư cách một bà Hoàng hậu của Vua Trần tại nơi bản doanh đóng quân của khởi nghĩa Lam Sơn là thành Lục Liên, xã Trường Sơn, trên dãy núi Thiên Nhẫn. Do yêu nước thương dân, trọng chính nghĩa, ghét tham tàn, Bà đã hiến cho nghĩa quân Lê Lợi phần lớn lương thực tích trữ được, góp phần cung cấp và tuyển mộ lực lượng khởi nghĩa, tham gia đắc lực vào công tác hậu cần cho cuộc khởi nghĩa Lam Sơn. Bà lại gả con gái là Công chúa Huy Chân cho Vua Lê Lợi.
Lê Lợi cho xây điện Ngũ Long ở núi Phúc Sơn (rú Vua) để bà Bạch Ngọc ở và làm việc, đồng thời xây lầu Phượng Hoàng cho Công chúa Huy Chân. Bà Huy Chân sinh được một người con gái là Công chúa Trang Từ.
Sau lúc "Bình Ngô Đại Cáo", đất nước thanh bình, Vua Lê Lợi (tức Lê Thái Tổ) thấy bà Bạch Ngọc Hoàng hậu là người có đức độ, tài năng, lại có công lớn về chiêu dân lập ấp, khai khẩn ruộng vườn, tích trữ lương thực, tiền của, tổ chức lực lượng xây dựng hậu cứ vững chắc cho Vua đánh thắng giặc ngoại xâm nên đã đồng ý cho Bà xây dựng chùa Diên Quang ở núi Am thuộc xã Phụng Công và chùa Tiên Nữ ở xã Đức Lập để tu hành.
Bạch Ngọc Hoàng hậu phát tâm tu hành, trên cầu Phật đạo, dưới giáo hóa nhân dân tại chùa Diên Quang (người dân hay gọi là chùa Am). Bà ngày ngày tụng kinh, niệm Phật cầu cho quốc thái dân an, cầu cho linh hồn của các nghĩa quân đã hy sinh vì đất nước được siêu thoát. Đó là nhân duyên phát tích khai sơn lập lên danh thắng chùa Am-Diên Quang Tự.
Công chúa Huy Chân - Vương phi của Lê Lợi hạ sinh được một người con gái tên là Ngọc Châu, phong tước là Trang Từ Công chúa. Ngày 20 tháng 8 năm Thuận Thiên thứ 6 (1435) Vua băng hà. Do đó về sau Công chúa Huy Chân cũng xin về tu hành với mẹ ở chùa Am. Vậy là cả 3 mẹ con, bà cháu: Bạch Ngọc Hoàng hậu, Vương phi Huy Chân, Công chúa Trang Từ cuối đời đều tu tại chùa Am. Ba bà cháu tu hành tại đây được hơn 20 năm. Ở thế kỷ 14 - 15, những bậc nữ lưu - quý phái thường không rời khỏi khuê môn, vậy mà Bạch Ngọc Hoàng hậu dám dấn thân vào nơi lam sơn, chướng khí là nơi trú ẩn của rắn, rết, hùm beo, ra sức phấn đấu với rừng xanh làm cho ngàn mẫu đất hoang vu biến thành đồng ruộng tươi tốt thì thật là việc lạ lùng hiếm có. Nhất là khi biết rằng công cuộc đó không những đã nuôi sống mấy ngàn dân nghèo mà còn giúp đỡ sự nghiệp "Bình Ngô" của Lê Lợi thì đó phải là đại Bồ Tát giáng trần cứu nhân độ thế. Hơn nữa, về cuối đời Bà đã rũ sạch bụi trần khai môn trấn tích một chốn Thiền môn nổi tiếng châu Hoan, châu Diễn rất căn bản của nước Đại Việt ta.
Bạch Ngọc Hoàng hậu mất ngày 22 tháng 6 niên hiệu Hồng Đức, đời Vua Lê Thánh Tông (1460-1497). Mộ táng tại bản Điển Sơn xứ Bì Cóc (thuộc rú Vua, gần đền Ngũ Long) nay gần ga Đức Lạc. Các đời vua Lê chiêu cảm công đức to lớn của Bà nên đã tạc tượng đồng đen thờ tại chùa Am.
Công chúa Huy Chân (con bà Bạch Ngọc với Vua Trần Duệ Tông) mất ngày 22 tháng 3 năm 1470, niên hiệu Hồng Đức.
Công chúa Trang Từ (con bà Huy Chân với Vua Lê Lợi) mất ngày 5 tháng 12 năm 1478, niên hiệu Hồng Đức.
Tương truyền, hàng năm mùa đại hạn (tháng 5-6 Âm lịch) thì mới ngâm cấy được (Trước và sau giỗ thế nào cũng có mưa, có năm thì nước lũ lên cao).
Hàng năm, cứ đến ngày 22-6, nhân dân đến lễ chùa rất đông. Ngày nay, xã Đức Hòa tổ chức Lễ hội chùa Am vào ngày giỗ Bà. Đây thật sự là một điểm du lịch và sinh hoạt văn hóa tâm linh lớn trong vùng.
II. Kiến trúc - văn hóa đặc sắc
Chùa Am là một trong những ngôi chùa cổ kính lớn nhất Hà Tĩnh hiện còn được bảo tồn.
Bên trong chùa Am. Ảnh: internet
Đại hùng bảo điện chùa Am có diện tích 160m2, xây dựng theo hình chữ công (I), mái ngói, tường gạch, gồm 9 gian: 7 gian chính, 2 gian hồi, với 60 cây cột gỗ mít. Trước mái chùa có chạm phượng, trổ long...
Kiến trúc chùa theo kiểu dáng thời Lê. Đặc biệt nội thất thờ tự được bài trí theo chiều dọc, mặt quay hướng Nam, nóc mái theo kiểu "lưỡng long chầu nguyệt". Với diện tích nền 160m2, khung mái thiết kế mỗi vì có 6 cột: hai cột cái mỗi cột cao 3,85m, đường kính 0,33m; hai cột con mỗi cột cao 2,9m, đường kính 0,30m; dãy cột hiên chạy bốn phía cao 2,2m, đường kính 0,22m.
Trong chùa, ở hai cột trụ gốc mái phía trước có câu đối chữ Hán:
"Quảng đại cung trường, Am lĩnh tuấn
Hà sa công đức, Hạc giang trường"
Tạm dịch:
"Núi Am cao, đất thiêng rộng lớn
Sông Hạc dài, công đức vô cùng"
Hai câu phía trong:
"Thính pháp văn kinh thông minh nhị mục
Tu nhân hành đạo lợi lạc nhân thiên"
Tạm dịch:
"Nghe pháp hiểu kinh tai tỏ mắt sáng
Theo đạo sửa mình lợi người trời vui"
Trước chùa có sân rộng, lối lên xuống đi hai bên, trước sân có hồ sen nhỏ. Sân chùa có bãi đá mọc như người quỳ lạy, gọi là "Bái Phật - lạy Tăng". Dưới bên trái là gốc đa cổ thụ có ban thờ Đức Địa Tạng độ cho vong linh các dòng họ gửi vào chùa. Đặc biệt, hai bên đường lên có hai cây đại cổ thụ vài trăm tuổi chầu hướng về chùa. Điểm nhấn quan trọng là ngôi chùa ngồi trọn trên lưng rùa đá cổ (hiện vẫn còn thấy rất rõ di vật khi quan sát bằng mắt thường). Kiến trúc chùa Am - Diên Quang Tự cổ xưa do bà Bạch Ngọc xây dựng đã bị cháy một phần từ thời thực dân pháp nổ súng xâm lược. Đến năm Duy Tân thứ tư năm 1911, chùa mới được phục dựng lại theo nguyên mẫu và còn tồn tại đến ngày nay.
Trong chiến tranh, máy bay Mỹ ném bom liên tục ở bốn phía, nhưng nhờ sự che chở của Phật, sự linh thiêng của Hoàng hậu mà ngôi chùa vẫn đứng vững không hề bị trúng chút bom đạn nào. Tuy nhiên, trong chiến tranh chống thực dân Pháp rồi chống đế quốc Mỹ, công tác bảo vệ chùa không được quan tâm nên chùa và các hiện vật, nội thất thờ tự bị hư hại, mất mát nghiêm trọng, ngay cả tượng đồng của bà Hoàng hậu, đôi hạc chầu, chuông đồng cũng bị mất đi.
Năm 1993, nhân dân và chính quyền xã Đức Hòa đã phục chế tôn tạo lại được một phần chùa Am. Chùa Am được Bộ Văn hóa - Thông tin trao Quyết định số 188 ngày 13 tháng 2 năm 1995 công nhận Di tích lịch sử và kiến trúc nghệ thuật chùa Am là "Di tích lịch sử văn hóa cấp quốc gia". Năm 2000, Nhà nước cấp kinh phí tu sửa, vì thế bước đầu chùa có phần trang nghiêm hơn. Năm 2010, được sự nhất trí cao của các cấp chính quyền địa phương, Ban Trị sự Giáo hội Phật giáo Việt Nam tỉnh Hà Tĩnh, sự đồng thuận của nhân dân địa phương, Thầy Thích Chiếu Tuệ đã được cử về trụ trì trông nom, gìn giữ, phát triển ngôi cổ tự chùa Am.
Cũng trong năm 2010, ngôi chùa Am được trùng tu giai đoạn 1 với khuôn viên bên ngoài, kết hợp với kiến trúc chùa cổ tạo thành một khối thống nhất theo đúng kiến trúc cổ Phật giáo là "nội công ngoại quốc" (nội công là chùa cổ kính hình chữ công..., ngoại quốc là các công trình mới trùng tu bao bọc xung quanh tạo thành chữ quốc...)
Năm 2014, với sự đóng góp trí tuệ của các nhà sử học hàng đầu Việt Nam, các nghệ nhân đúc đồng ở Ý Yên - Nam Định, nghệ nhân chạm tam khí tại Đồng Xâm - Thái Bình và sự nhất tâm đồng thuận của các cấp chính quyền cùng người dân địa phương, đặc biệt là con em người dân Đức Thọ đã đóng góp ủng hộ xây dựng thành công lầu Quan Âm với tượng Bồ Tát Quan Âm Tự Tại bằng đồng, chạm khắc rất tinh xảo và linh thiêng để cho mọi người dân chiêm bái và cầu nguyện khi về chùa.
Ảnh: internet
III. Nội thất thờ tự trang nghiêm
Chính điện chùa Am chính giữa từ trên xuống như sau: Hàng trên cùng thờ Tam Thế Phật; hàng thứ hai thờ Phật A Di Đà, Bồ Tát Quan Âm, Bồ Tát Đại Thế Chí; hàng thứ ba thờ Đức Bản sư Thích Ca Mâu Ni Phật, Văn Thù Sư Lợi Bồ Tát, Phổ Hiền Bồ Tát; hàng thứ tư thờ Thất Phật Dược Sư và Bồ Tát Thiên Thủ Thiên Nhãn; hàng thứ năm thờ tòa Cửu Long. Phía trước gian thờ chính là ban thờ án ngoại (đặt bát hương và phẩm vật dâng cúng).
Bên trái: thờ Thánh Mẫu "Bạch Ngọc Hoàng hậu". Lai lịch tương truyền tượng ngài cho biết rằng, các đời vua sau Lê Thái Tổ (Lê Lợi) đã cho đúc tượng bà Bạch Ngọc bằng đồng đen phủ vàng cùng đôi hạc chầu cũng bằng đồng đen để tưởng nhớ công đức của Bà và để nhân dân thờ phụng. Tiếc thay! Các bảo vật này đều bị mất. Gần đây, tượng ba bà cháu Hoàng hậu đã được làm lại bằng đồng, phía trước có ghi danh hiệu của Bà bằng tám chữ Hán "Bạch Ngọc Hoàng hậu Trần Thị Ngọc Hào", trước bàn thờ có ba chữ Hán "Lê hữu từ" (Đền được lập vào thời Lê). Bên phải: Ban đầu thờ các vị Tổ Thiền Tông và các đời sư Tổ của chùa. Sau cách mạng văn hóa có thêm tượng tướng Bùi Bị từ đền Hùng Trắn, hai trạng nguyên từ đền Trại Đầu và hai công chúa từ đền Ngũ Long...đồng thời rước các vị thần linh từ các đền: Miếu Lỗ, Đại Sắt, Mã Lang, Thánh Cáo, Hùng Trắn, Đền Điệu, Đền Vạn, Đền Làng Thị, Đền Làng Hạ...về thờ chung tại đây.
Chùa Am có chuông đồng cao 1,3 m, rộng 0,9 m có bốn núm Xuân - Hạ - Thu - Đông. Khi đánh chuông ngân rất xa. Cũng tiếc thay, bảo vật này cũng đã bị đánh cắp và phá hỏng. Năm 2012 các ngôi điện thờ mới được phục dựng trở lại. Bên trái từ dưới nhìn lên chùa là nhà thờ Hoàng hậu; ở gian chính giữa là ba tượng của ba bà cháu Hoàng hậu ngồi trong khám thờ trang nghiêm, gian bên trái thờ Ngọc hoàng, gian bên phải thờ thần linh và các dòng họ, hai đầu hồi còn lưu giữ lại được chiếc thuyền rồng của Hoàng hậu, kiệu rước và tượng cổ của Bà (Đây là bảo vật rất quý cần được bảo vệ nghiêm ngặt). Bên phải chùa nhìn sang là nhà thờ Tổ, với các pho tượng của các vị Tổ sư có công lao lớn với Phật giáo Việt Nam và các vị sư Tổ trụ trì các đời từ trong chùa chính chuyển sang.
Ngoài ra, không thể không kể đến ngôi miếu giải oan nằm phía trước bên trái sân chùa nhìn ra 10 m. Miếu xây hình tháp hai tầng, cao 4,1m, dài 2,1m, rộng 1m. Đỉnh tháp đắp hình hồ lô, hai cửa phía trước có bàn thờ và hương án với câu đối:
"Dương đồng biến tác đề hồ thực bằng Pháp lực,
Nghiệp hỏa sỹ vi thanh thái toàn lại Phật uy"
Nơi này hàng năm cứ đến Rằm tháng Bảy và các ngày lễ Tết, nhà chùa và người dân địa phương làm lễ cúng tế những vong linh gửi vào chùa. Đồng thời, đây cũng là nơi những người có oan ức đều cầu xin giải oan.
Phía phải chùa nhìn ra từng có nhà Tăng, trong chiến tranh bị mục nát hoàn toàn, gần đây được xây dựng lại để phục vụ cho nhu cầu sinh hoạt của chư Tăng và Phật tử phù hợp với nhu cầu phát triển của đất nước.
Ảnh: internet
IV. Tháp tổ sâu dày
Đây là điểm nhấn đặc về kiến trúc và tâm linh của ngôi chùa cổ. Sân phía trước chùa dài 9,5 m, rộng 4,5 m. Trên sân có bình phong, có bàn hóa vàng, hai cột trụ có câu đối chữ Hán:
"Bát thủy trì trung lưu khiến tịnh,
```
Thiên hòa thất lượng nhiễm linh hương"
```

Tạm dịch:
"Trong ao Phật nước chảy tám dòng,
Trên nhà chùa, hoa hương thơm ngát tỏa"
Hai bên có lối lên xuống rộng 1,3m, xây 15 bậc. ở giữa có "Bàn mát" (tế ngoài trời), đi xuống có hồ sen hình chữ nhật dài 3,10m, rộng 2,3m, hồ sâu 1,5m, trước thả sen, mùa hè sen nở hương thơm tỏa ngát, thêm đẹp cảnh chùa.
Phía trước chùa Am có tháp mộ Sư Tổ Thanh Liễn. Phía đối diện miếu Giải oan là tháp của 7 vị Tổ ẩn danh đã lần lượt trụ trì chùa Am trước đó. Phía hai bên chùa có tháp mộ của 2 vị Tổ ẩn danh, tương truyền đã tu hành đắc đạo, đến tuổi già mãn duyên đã tự thiền định nhập diệt. Chùa Am vốn được xây dựng từ thế kỷ XV. Trải qua nhiều thế kỷ tồn tại, nhiều nhà sư đã tu hành và viên tịch ở chùa. Đến nay tiêu biểu nhất là 4 ngôi Bảo tháp (An vị hài cốt của 10 vị Tổ sư) được xây cất gần 100 năm trước, tôn nghiêm, đẹp đẽ, thực sự là các công trình nghệ thuật tiêu biểu của tỉnh Hà Tĩnh.
- Tháp Diên Lạc: Nằm phía trái sân chùa, cách bờ sân 5 m, tháp khối vuông, cạnh 1,6 m, cao 3,10m, quy mô 2 tầng, đỉnh tháp hình búp sen. Mặt tháp khắc 3 chữ "Diên Lạp Tháp". Mặt trước có câu đối:
"Thiên Lâu danh thắng địa
```
 Phật hóa hậu duyên nhân"
```

Tạm dịch:
"Trời để dành đất đẹp,
Phật biến đổi duyên sau"
Một bên có câu:
"Huyền nghi thủy kiến
Tổ đạo sơ hưng"
Tạm dịch:
"Luật thiêng mới lập
Đạo tổ vừa hưng"
- Tháp Từ Nghiêm: Nằm đối diện Tháp Diên Lạc, với quy mô giống nhau. Hai mặt tháp khắc 3 chữ: "Từ Nghiêm Tháp". Mặt trước có câu đối:
"Liên đăng tục diệm, dương quang cảnh,
Kế vãng khai lai, chính giác truyền"
Tạm dịch:
"Chùa Diên Quang truyền đăng tục diệm
Nhà chính giác, kế vãng khai lai"
Một bên có câu:
"Phật pháp tín phụng,
Thiên đạo chí công".
Tạm dịch:
"Phật pháp tin thờ,
Đạo trời công bằng".
Tháp Yên Tập: Nằm phía trước bên phải, cách sân chùa 40m, tháp cao 4,1m, mặt tháp rộng 2,55m được xây dựng tỉ mỉ hơn so với hai tháp trên, quy mô tháp hai tầng, ba mặt khắc chữ: "Yên Tập Tháp". Mặt trước khắc đôi câu đối:
"Tịch tĩnh thiền lâm tâm tức Phật.
Thiên nga bảo tháp, sắc là không".
Tạm dịch:
"Lặng lẽ trong rừng thiền, lòng có Phật.
Vời vợi trước tháp bảo, sắc là không".
Bên trái có câu:
"Tứ ân tổng báo đáp,
Thất tổ cộng siêu thăng".
Bên phải có câu:
"Già lam tĩnh địa kiên Tăng cốt
Môi xa thánh thiện ngưỡng Phật tâm"
Tầng trên của tháp có mấy dòng chữ: "Khả Định - Quý Hới - Xuân Nguyệt, cát nhật trụ trì bản tự Thanh Liễn sa môn trùng tu tam tháp viên thành" (vào ngày tốt, mùa xuân năm Qúy Hợi, đời Vua Khải Định (1923) sư trụ trì Thanh Liễn trùng tu ba ngôi tháp hoàn thành viên mãn).
- Tháp Sinh Tịnh: Tháp mộ Tổ sư Thanh Liễn (Nguyễn Tất Tố) là quy mô lớn hơn cả. Tháp được xây phía trước, bên trái cách chùa 100m, cạnh Tỉnh lộ 28. Tháp làm hình chữ nhật hai tầng có 8 mái, cao 4m, dài 4,9m, rộng 2,35m có tường bao xung quanh. Tầng trên khắc ba chữ Hán "Sinh Tịnh Tháp" niên hiệu Bính Tý đời Vua Bảo Đại (1936), hai bên có câu đối:
"Am sơn cổ tự
Tịnh độ hiện tiền"
Tạm dịch:
"Núi Am từ xưa
Tịnh độ trước mặt" Tầng dưới có câu:
"Nhi khứ, nhi lai tàng thạch thất
Bất sinh, bất diệt nhập thiền môn"
Tạm dịch:
"Như đi lại ẩn trong nhà đá
Không sinh không diệt vào cửa thiền"
Trên đôi cột có các câu:
"Liệt thủy, nguyên lai công đức thủy,
Am sơn, mạch dẫn Niết Bàn sơn"
(Sông sâu, nuôi nguồn công đức lớn
Núi Am nối liền mạch Niết Bàn)
"Sinh tịnh, truyền thanh, tiên thắng cảnh,
Hoa hoàn, thủy viễn, tráng kỳ quan".
(Núi sạch, suối trong nên cảnh đẹp
Hoa gần, nước xa rõ kỳ quan)
"Thủy viễn long hồi tiền cung thủ
```
 Sơn hoàn hổ phục hậu tàng nhân"
```

(Trước sông rồng quy hãy cúi đầu,
Sau núi hổ nằm xuống đều giấu mình)
Hành trạng của lịch đại Tổ sư chùa Am, từ sau Công chúa Trang Từ đến đầu thế kỷ 20 như thế nào hiện chưa được biết rõ. Chỉ được biết, vào những năm 1920 - 1930, có sư Tổ Thanh Liễn (Nguyễn Tất Tố) trụ trì và chấn hưng lại chùa Am. Ngài quê gốc ở Nghệ An, ba đời vào đây tôn thờ Phật pháp. Tổ sư Thanh Liễn có công lớn về củng cố tu sửa quang cảnh của chùa và xây dựng bốn ngôi tháp mộ còn đến ngày nay.
Chùa Am vào những năm 1930 - 1931 là nơi liên lạc của Chi bộ Phụng Công với các nơi trong huyện Đức Thọ. Năm 1930, Nguyễn Tất Toán tham gia hoạt động cánh mạng rồi sau đó mấy năm bị bắt và bị đày ra Côn Đảo. Sau Cách mạng Tháng Tám năm 1945, Ngài trở về và tiếp tục phụng sự tại chùa Am cho đến khi qua đời.
Thế là trải qua gần 60 năm, chùa Am vắng ngôi trụ trì, cho đến gần đây, năm 2010 dây đứt được nối liền, đèn tắt được khêu sáng, mạng mạch Phật pháp tiếp tục tuôn chảy trong lòng người dân Hà Tĩnh. Nhờ hồng ân Tam Bảo, nhờ thời cuộc hưng long, chùa Am dưới sự trụ trì của Đại đức Thích Chiếu Tuệ từng bước vượt qua khó khăn. Các công trình tâm linh được trùng tu xây dựng, nhiều sinh hoạt Phật sự được phục hồi và phát triển, góp phần cùng sự phát triển của Phật giáo Hà Tĩnh.
Hi vọng trong tương lai chùa Am-Diên Quang Tự sẽ là điểm đến hấp dẫn về du lịch tâm linh và nơi trở về của những người con Phật đang trên hành trình giác ngộ giải thoát.